# Halenia verticillata
Halenia verticillata är en gentianaväxtart som beskrevs av Ernest Friedrich Gilg. Halenia verticillata ingår i släktet Halenia och familjen gentianaväxter. Inga underarter finns listade i Catalogue of Life.